# Nagolder Heckengäu
Das FFH-Gebiet Nagolder Heckengäu ist ein im Jahr 2005 durch das Regierungspräsidium Karlsruhe nach der Richtlinie 92/43/EWG (Fauna-Flora-Habitat-Richtlinie) angemeldetes Schutzgebiet (Schutzgebietskennung DE-7518-341) im deutschen Bundesland Baden-Württemberg. Mit Verordnung des Regierungspräsidiums Karlsruhe zur Festlegung der Gebiete von gemeinschaftlicher Bedeutung vom 12. Oktober 2018 (in Kraft getreten am 11. Januar 2019) wurde das Schutzgebiet ausgewiesen.

## Lage
Das weite zerstreute, 1296,2 Hektar große Schutzgebiet gehört zu den Naturräumen 122 – Obere Gäue und 150 – Schwarzwald-Randplatten. Das Gebiet erstreckt sich über die Markungen von neun Städten und Gemeinden in den Landkreisen Calw und Freudenstadt:
- Altensteig: 26,52 ha = 2,04 %
- Ebhausen: 42,56 ha = 3,28 %
- Egenhausen: 136,68 ha = 10,54 %
- Haiterbach: 359,10 ha = 27,70 %
- Nagold: 607,52 ha = 46,86 %
- Rohrdorf: 118,37 ha = 9,13 %
- Eutingen im Gäu: 0,81 ha = 0,06 %
- Horb am Neckar: 0,60 ha = 0,04 %
- Pfalzgrafenweiler: 4,06 ha = 0,31 %

## Beschreibung und Schutzzweck
Vielfältige Heckengäulandschaft im Kuppen-Dellen-Talzug-System des Nagold/Waldach/Steinach-Fächers. Das Schutzgebiet besteht aus 25 Teilgebieten.

### Lebensraumklassen
(allgemeine Merkmale des Gebiets) (prozentualer Anteil der Gesamtfläche)
Angaben gemäß Standard-Datenbogen aus dem Amtsblatt der Europäischen Union
|                                                                       |                                                                       |  |      |      |
| N10 – Feuchtes und mesophiles Grünland                                | N10 – Feuchtes und mesophiles Grünland                                |  | 53 % | 53 % |
| N15 – Anderes Ackerland                                               | N15 – Anderes Ackerland                                               |  | 13 % | 13 % |
| N16 – Laubwald                                                        | N16 – Laubwald                                                        |  | 8 %  | 8 %  |
| N17 – Nadelwald                                                       | N17 – Nadelwald                                                       |  | 5 %  | 5 %  |
| N19 – Mischwald                                                       | N19 – Mischwald                                                       |  | 18 % | 18 % |
| N21 – Nicht-Waldgebiete mit hölzernen Pflanzen                        | N21 – Nicht-Waldgebiete mit hölzernen Pflanzen                        |  | 1 %  | 1 %  |
| N23 – Sonstiges (Städte, Straßen, Deponien, Gruben, Industriegebiete) | N23 – Sonstiges (Städte, Straßen, Deponien, Gruben, Industriegebiete) |  | 2 %  | 2 %  |
|                                                                       |                                                                       |  |      |      |

### Lebensraumtypen
Folgende Lebensraumtypen nach Anhang I der FFH-Richtlinie kommen im Gebiet vor:
| EU Code | Lebensraumtyp (offizielle Bezeichnung)                                                                          | Kurzbezeichnung                              | Hektar |
| ------- | --- | -------------------------------------------- | ------ |
| 3150    | Natürliche eutrophe Seen mit einer Vegetation des Magnopotamions oder Hydrocharitions                           | Natürliche nährstoffreiche Seen              | 0,20   |
| 3260    | Flüsse der planaren bis montanen Stufe mit Vegetation des Ranunculion fluitantis und des Callitricho-Batrachion | Fließgewässer mit flutender Wasservegetation | 3,00   |
| 5130    | Formationen von Juniperus communis auf Kalkheiden und -rasen                                                    | Wacholderheiden                              | 10,30  |
| 6210    | Naturnahe Kalk-Trockenrasen und deren Verbuschungsstadien (Festuco-Brometalia)                                  | Kalk-Magerrasen                              | 25,80  |
| 6410    | Pfeifengraswiesen auf kalkreichem Boden, torfigen und tonig-schluffigen Böden (Molinion caeruleae)              | Pfeifengraswiesen                            | 0,04   |
| 6430    | Feuchte Hochstaudenfluren der planaren und montanen bis alpinen Stufe                                           | Feuchte Hochstaudenfluren                    | 10,30  |
| 6510    | Magere Flachland-Mähwiesen (Alopecurus pratensis, Sanguisorba officinalis)                                      | Magere Flachland-Mähwiesen                   | 207,60 |
| 7220    | Kalktuffquellen (Cratoneurion)                                                                                  | Kalktuffquellen                              | 0,10   |
| 7230    | Kalkreiche Niedermoore                                                                                          | Kalkreiche Niedermoore                       | 0,01   |
| 8210    | Kalkfelsen mit Felsspaltenvegetation                                                                            | Kalkfelsen mit Felsspaltenvegetation         | 0,001  |
| 8310    | Nicht touristisch erschlossene Höhlen                                                                           | Höhlen und Balmen                            | 0,10   |
| 9130    | Waldmeister-Buchenwald(Asperulo-Fagetum)                                                                        | Waldmeister-Buchenwald                       | 61,70  |
| 91E0    | Auen-Wälder mit Alnus glutinosa und Fraxinus excelsior (Alno-Padion, Alnion incanae, Salicion albae)            | Auenwälder mit Erle, Esche, Weide            | 9,50   |

### Zusammenhängende Schutzgebiete
Mehrere Landschaftsschutzgebiete überschneiden sich ganz oder teilweise mit dem FFH-Gebiet. 33 % des Gebiets liegen im Naturpark Schwarzwald Mitte/Nord und 4 % haben Anteil am Vogelschutzgebiet Ziegelberg. Folgende Naturschutzgebiete liegen im FFH-Gebiet:
- Egenhäuser Kapf mit Bömbachtal
- Haiterbacher Heckengäu
- Heiligkreuz und Schloßberg
- Mindersbacher Tal
- Staufen
- Waldach- und Haiterbachtal
- Ziegelberg